# Luisa di Marillac
Luisa di Marillac (Parigi, 12 agosto 1591 – Parigi, 15 marzo 1660) è stata una religiosa francese, fondatrice delle Figlie della Carità di San Vincenzo de' Paoli; è stata proclamata santa da papa Pio XI nel 1934.

## Biografia

### Origini e gioventù (1591-1613)
La famiglia Marillac, originaria dell'Alvernia, fu resa nobile solo nel 1569 nella persona di Guillaume II di Marillac (1518 - 1573), nonno di Luisa.
Luisa nacque il 12 agosto 1591 a Parigi, in circostanze misteriose. In un atto notarile redatto tre giorni dopo la nascita della bambina, Luigi I di Marillac (1556 - 1604), cavaliere, signore di Ferrières-in-Brie e di Villiers-Adam, portinsegna di una compagnia di 50 lance agli ordini del re, concedette a Luisa una rendita e la riconobbe come sua "figlia naturale". Tuttavia, è possibile che si sia attribuito questa nascita per evitare uno scandalo ad uno dei suoi fratelli. Quando Luigi de Marillac si risposò, il 15 gennaio 1595, aveva probabilmente già posto la piccola Luisa a pensione nel monastero reale di San Luigi di Poissy. Qui le domenicane le insegnarono a conoscere Dio, a leggere e scrivere e a dipingere. Le diedero poi una solida formazione umanistica, sotto la guida di una delle sue zie, madre Luisa di Marillac, (1556 - 1629). È molto probabile che in quel periodo Luisa abbia avuto modo di conoscere la spiritualità di Santa Caterina da Siena, che trasparirà più tardi nei suoi scritti spirituali.
Ben presto Luisa venne inviata, in una pensione per ragazze, a Parigi, probabilmente da Michele di Marillac (1560 - 1632), futuro cancelliere di Francia, che divenne suo tutore dopo la morte di Luigi di Marillac (il 25 luglio 1604).
Qui Luisa imparò a tenere una casa e beneficiò del clima della riforma cattolica che infiammava la Parigi devota. Allora frequentava le cappuccine del Quartiere Saint-honoré, le "Figlie della Croce" e, pensando di diventare una di esse, fece voto di servire Dio e il prossimo.
Ex membro di un'associazione a sostegno del cattolicesimo, divenuto ufficiale delle petizioni (carica molto prestigiosa) Michele di Marillac prese allora parte attiva alla fondazione del Carmelo riformato in Francia e frequentò assiduamente il circolo di Madame Acarie. È qui che conobbe i padri Pierre de Bérulle (1575 – 1629) e Charles Bochard de Champigny (1568 - 1624), detto "Honoré de Paris." Quest'ultimo era provinciale dei cappuccini nel 1612, quando, tenendo conto della debole costituzione di Luisa di Marillac, le consigliò di non farsi cappuccina, assicurandole che Dio aveva per lei un "altro progetto".
Luisa in seguito fu accompagnata nel suo cammino spirituale da Jean-Pierre Camus (1584 - 1652), vescovo della diocesi di Belley, grande amico di san Francesco di Sales, e nipote acquisito di Luigi di Marillac. Malgrado le sue assenze prolungate, Luisa si affezionerà molto a quest'uomo di Dio dalle molteplici sfaccettature che finirà la sua vita tra gli "Incurabili." Tra i numerosi romanzi devoti che Mons. Camus pubblicò, parecchi avevano come scopo "di far vedere la gelosia di Dio attraverso giusti castighi comminati a coloro che con la forza o l'astuzia cercano di strappargli le sue spose dalle braccia".

### Gli anni del matrimonio (1613-1625)
Michele di Marillac e suo cognato Ottaviano II Doni di Attichy di origine fiorentina (morto nel 1614), vedendo in Luisa un'opportunità per avvicinarsi al potere, scelgono di farle sposare uno scudiero e segretario agli ordini della regina madre, Maria de Medici. Il 5 febbraio 1613, Luisa di Marillac sposò nella chiesa di Saint Gervais, Antoine Le Gras (nato nel 1575 o 1580) appartenente ad un'antica famiglia di Montferrand, che perverrà più tardi alla nobiltà.
Visto che Antoine pretendeva di collegarsi ai nobili Le Gras, di cui porta il nome e lo stemma, piuttosto che ai suoi antenati, sua moglie sarà chiamata "Mademoiselle", titolo allora riservato alle mogli e alle figlie degli scudieri, ossia nobili non titolati. In ottobre, la giovane donna diede prematuramente alla luce il piccolo Michele. Ma la felicità familiare dei Le Gras fu di breve durata, fin dal 1622, Antoine cadde gravemente malato. Luisa conobbe un lungo periodo di depressione spirituale, perché credeva che Dio l'avesse punita con la malattia del marito per non essersi data a Lui come aveva promesso, quando era più giovane.
Tuttavia, il giorno di Pentecoste del 1623, mentre pregava nella chiesa di Saint Nicolas des Champs, il suo spirito fu illuminato e i suoi dubbi si dissiparono in un istante. Dalla pergamena che descrive la "Luce di Pentecoste" e che Luisa porterà su di sé per il resto dei suoi giorni, sappiamo che quel giorno acquistò la certezza che il suo posto era al capezzale del marito e che sarebbe venuto un tempo in cui avrebbe potuto pronunciare i voti, vivere in comunità, e trovare un nuovo direttore spirituale. Tra la fine del 1624 e l'inizio del 1625, incontrò Vincenzo de Paoli (1581-1660) che aveva iniziato a fondare le confraternite della Carità alla fine delle missioni, che predicava nelle numerose parrocchie sulle terre dei Gondi e che, con l'aiuto di questa famiglia, stava per fondare la congregazione della Missione, (in seguito Lazzaristi). Stroncato dalla tubercolosi, Antoine le Gras si spense il 21 dicembre 1625, lasciando Luisa e il piccolo Michele nella precarietà economica. Allora Luisa mise il figlio in una pensione nella Chiesa di Saint-Nicolas-du-Chardonnet.

### I primi anni sotto la direzione di Vincenzo (1625-1633)
Dal 1625 al 1629, Vincenzo riuscì a poco a poco a dirigere Mademoiselle le Gras verso il bene del prossimo, piuttosto che verso la propria devozione o l'inquietudine materna. Come sappiamo da una lettera del 6 maggio 1629, Vincenzo la incaricò solennemente della missione presso le dame della Carità. Appartenenti alla nobiltà o alla borghesia, le dame si impegnavano a dare denaro e tempo al servizio corporale e spirituale dei poveri, ma alcune mandavano le loro serve o le facevano cucinare al loro posto. Ma Mademoiselle le Gras che arrivava alle riunioni carica di vestiti e di medicine per i poveri, riunì queste signore, le ascoltò e le incoraggiò a vedere Cristo in coloro che servivano, controllava i conti e formava le maestre di scuola per istruire le bambine. La personalità di Luisa si rivelò pienamente man mano che superava le infermità fisiche e i timori, nell'andare nelle parrocchie ad organizzare o rinforzare le carità.
Nel frattempo, lo zio di Luisa, Michel di Marillac, divenuto guardasigilli il 1º giugno 1626, divenne capo del partito devoto, dopo la morte del cardinale de Bérulle, 2 ottobre 1629, mentre il suo fratellastro Luigi II di Marillac (1573 - 1632) divenne maresciallo di Francia il 3 giugno 1629.
Dall'assedio della Rochelle, (agosto 1627 - ottobre 1628) la loro opposizione alla politica del cardinale di Richelieu fu forte. Questa opposizione sarà la causa della loro caduta, durante le famose giornate di Dupes (11 ottobre 1630). Caduti in disgrazia, il maresciallo e il cancelliere furono imprigionati. Accusati di malversazione furono giudicati e condannati da un tribunale tutto a favore del Richelieu. Il primo fu decapitato pubblicamente sulla piazza del municipio di Parigi (place de la Grève) il 10 maggio 1632. Il secondo fu rinchiuso nella fortezza di Châteaudun dove tradurrà il Libro di Giobbe e incomincerà un Trattato sulla vita eterna, vi morirà il 7 agosto 1632.
Il 5 febbraio 1630, dopo aver visitato la carità di Asnières e preparandosi a partire a visitare quella di Saint-Cloud, Luisa di Marillac volle celebrare l'anniversario delle sue nozze, assistendo alla Messa. Ricevendo la comunione, fece l'esperienza del matrimonio mistico con Cristo, che racconterà poi con queste parole: «Mi sembrò che Nostro Signore mi desse il pensiero di riceverlo come lo sposo della mia anima». Non tardò a comunicare questa esperienza alle altre dame della Carità.
Il 19 febbraio 1630, Vincenzo al ritorno da una missione a Suresnes, le inviò Margherita Naseau, una giovane mandriana di quel villaggio la quale aveva imparato a leggere per formare la gioventù dei dintorni, e che si offriva per il servizio dei poveri.

### La fondazione delle Figlie della Carità (1633-1660)
Avendo curato i malati di peste, Margherita Naseau morì poco dopo, il 24 febbraio 1633, ma già altre figlie dei campi l'avevano sostituita. Il 29 novembre 1633, in accordo con Vincenzo, Luisa le riunì a casa sua per formarle. Il 25 marzo 1642, Luisa e quattro delle prime suore fecero voto di offrirsi totalmente al servizio di Cristo nella persona dei poveri. Questi furono gli umili inizi della Compagnia delle Figlie della Carità.
Legati da una stretta collaborazione e da una grande amicizia, Luisa e Vincenzo risposero insieme alle chiamate dei più diseredati del loro tempo, grazie alla nuova compagnia che avevano fondato insieme.
Le attività delle Figlie della Carità erano molteplici, dall'educazione dei trovatelli al soccorso alle vittime della guerra dei Trent'anni e della Fronda, dalla cura dei malati a domicilio o negli ospedali al servizio ai galeotti e alle persone malate mentali, dall'istruzione delle bambine povere al contributo alla creazione dell'ospizio del Santo nome di Gesù e dell'ospedale generale di Parigi. Queste donne "libere" avevano per velo "la santa umiltà'", "per monastero la casa dei malati, per cella una camera d'affitto, per chiostro le vie della città, o le sale degli ospedali" e per motto: «La carità di Gesù Crocifisso ci stimola».
Un po' alla volta, mademoiselle le Gras mandò o fondò lei stessa dovunque nuove comunità dove l'emergenza si faceva sentire: in trenta città della Francia, e fino in Polonia: Parigi, Richelieu, Angers, Sedan, Nanteuil-le-Haudouin, Liancourt, Saint Denis, Serqueux, Nantes, Fontainebleau, Montreuil-sur-Mer, Chars, Chantilly, Montmirail, Hennebont, Brienne, Étampes, Varsavia, Bernay, Sainte-Marie du Mont, Cahors, Saint-Fargeau, Ussel, Calais, Metz e Narbonne.

### La fine
Nel 1657, Vincenzo de Paoli disse che Luisa de Marillac era "come morta" da più di vent' anni, ma ella si spense solamente il 15 marzo 1660, alcuni mesi prima di lui. Il suo corpo, prima inumato nella chiesa di Saint-Laurent a Parigi, oggi riposa nella cappella dell'attuale casa madre delle Figlie della Carità, al numero 140 della rue du Bac, a Parigi.
Figlia illegittima, moglie colpita da prove, vedova contemplativa e attiva, madre inquieta e nonna serena, insegnante e infermiera, assistente sociale e organizzatrice della Carità, continua a ben ispirare gli uomini e le donne del nostro tempo, tra le quali le 21.000 Figlie della Carità (chiamate anche Suore di san Vincenzo de Paoli) che servono in tutto il mondo, e i loro numerosi collaboratori.

## Culto
Luisa di Marillac fu beatificata il 9 maggio 1920 da papa Benedetto XV, canonizzata l'11 marzo 1934 da papa Pio XI e proclamata patrona delle opere sociali nel 1960 da papa Giovanni XXIII.
Il suo elogio si legge nel Martirologio romano al 15 marzo.